# Robert E. Sherwood
Robert E. Sherwood (4. dubna 1896 New Rochelle – 14. listopadu 1955 New York) byl americký dramatik, scenárista a vydavatel.

## Život a kariéra
Narodil se v roce 1896 v New Rochelle ve státě New York. Jeho rodiči byli burzovní makléř Arthur Murray Sherwood a malířka Rosina Emmet Sherwoodová. Po absolutoriu Harvardovy univerzity se zúčastnil bojů první světové války. Byl raněn a po návratu do vlasti začal psát filmové kritiky pro časopisy Life a Vanity Fair.
Již jeho první divadelní hra The Road to Rome slavila velký úspěch na Broadwayi. Tento úspěch a následná popularita ho v roce 1926 přivedly do Hollywoodu. Mnoho jeho her bylo zfilmováno a spolupracoval i s Alfredem Hitchcockem a Joan Harrissonovou na scénáři k filmu Mrtvá a živá.
Během druhé světové války podporoval zapojení Spojených států do boje proti nacistickému Německu. V té době se stal poradcem prezidenta Franklina D. Roosevelta a spolupracoval na přípravě jeho projevů. Tuto epizodu svého života popsal v knize Roosevelt and Hopkins: An Intimate History, za kterou v roce 1949 obdržel Pulitzerovu cenu v kategorii biografie nebo autobiografie.

## Výběr z díla

### Divadelní hry a jejich filmové adaptace
- The Road to Rome (1927)
- The Love Nest (1927)
- The Queen's Husband (1928)
- Londýnský most (1930) – zfilmováno v roce 1931
- This is New York (1930)
- Reunion in Vienna (1931) – zfilmováno v roce 1933
- Acropolis (1933)
- Zkamenělý les (1935) – zfilmováno v roce 1936
- Idiot's Delight (1936) – zfilmováno v roce 1939
- Abe Lincoln in Illinois (1938) – zfilmováno v roce 1940

### Spolupráce na scénáři
- Boj o vytoužené štěstí (1926)
- Strašidlo na prodej (1935)
- The Divorce of Lady X (1938)
- The Adventures of Marco Polo (1939)
- Mrtvá a živá (1940)
- Nejlepší léta našeho života (1946)
- The Bishop’s Wife (1947)
- Muž na laně (1953)